# Charlie Brown (chanson de Serge Gainsbourg)
Pour l’article ayant un titre homophone, voir Charlie Brown (homonymie).

Charlie Brown est une chanson écrite et interprétée par Serge Gainsbourg en 1970. C'est la bande originale française du film Un petit garçon appelé Charlie Brown, et l'une des nombreuses bandes originales que Gainsbourg a composées pour le cinéma. Orchestrée par Jean-Claude Vannier, elle est l'adaptation française du titre A boy named Charlie Brown de Rod McKuen créé pour la version originale du film de Bill Melendez.
Il y raconte les déboires d'un garçon qui ne parvient pas à s'intégrer à la société car il ne correspond pas aux standards. Avec une narration semblable à celle de Melody Nelson (mélange de passages chantés et parlés), la tonalité se veut mélancolique, fataliste mais non désespérée (tout le monde peut changer).